# Polyclinum saturnium
Polyclinum saturnium är en sjöpungsart som beskrevs av Savigny 1816. Polyclinum saturnium ingår i släktet Polyclinum och familjen klumpsjöpungar. Inga underarter finns listade i Catalogue of Life.